# Juwalim
Juwalim (hebr. יובלים; ang. Yuvalim; pol Dopływy) – wieś komunalna położona w Samorządzie Regionu Misgaw, w Dystrykcie Północnym, w Izraelu.

## Położenie
Juwalim jest położona na wysokości 250 metrów n.p.m. w północnej części Dolnej Galilei. Leży na niewielkim wzgórzu na północ od wzgórza Giwat Sachnit (321 m n.p.m.), które zamyka od zachodu Dolinę Sachnin. Po stronie wschodniej jest wadi strumienia Sachnin, na północy wadi strumienia Hilazon, a na zachodzie wadi strumienia Avid. Okoliczne wzgórza są zalesione. W otoczeniu wsi Juwalim znajdują się miasta Sachnin i Karmiel, miejscowość Sza’ab, kibuc Eszbal, moszaw Ja’ad, wioski komunalna Rakefet, Segew, Szoraszim i Eszchar, oraz arabska wieś Arab al-Na’im. Na południe od wsi jest położona strefa przemysłowa Sachnin.

### Podział administracyjny
Juwalim jest położona w Samorządzie Regionu Misgaw, w Poddystrykcie Akka, w Dystrykcie Północnym Izraela.

## Demografia
Stałymi mieszkańcami wsi są wyłącznie Żydzi. Tutejsza populacja jest świecka:

Źródło danych: Central Bureau of Statistics.

## Historia
Osada została założona w 1982 roku w ramach rządowego projektu Perspektywy Galilei, którego celem było wzmocnienie pozycji demograficznej społeczności żydowskiej na północy kraju. Pierwsi mieszkańcy osiedlili się tutaj już w 1980 roku, jednak formalne zatwierdzenie wioski nastąpiło dwa lata później. Grupa założycielska zawiązała się już w 1974 roku. Byli to pracownicy koncernu zbrojeniowego Rafael z Hajfy, którzy marzyli o zamieszkaniu w wiejskiej okolicy. Przez kilkanaście lat planowali założenie własnej wioski, która została jak na owe czasy zaprojektowana bardzo niekonwencjonalnie. Była to pierwsza izraelska wieś komunalna bez działalności rolniczej, a przy tym zachowująca pełną samowystarczalność i zorganizowana jako wspólnota społeczna (jiszuv kehilati). Od samego początku była zaprojektowana jako duża wieś, dużo większa od okolicznych osad żydowskich w tym regionie.

### Nazwa
Nazwa wsi pochodzi od przepływających z trzech stron osady strumieni, będących dopływami strumienia Hilazon.

## Edukacja
Wieś utrzymuje przedszkole. Starsze dzieci są dowożone do szkoły podstawowej we wsi Gilon.

## Kultura i sport
We wsi jest ośrodek kultury z biblioteką. Jest tutaj zorganizowany park z wystawą rzeźb lokalnego rzeźbiarza Dalia Meiri. Z obiektów sportowych jest basen pływacki, boisko do koszykówki oraz siłownia.

## Infrastruktura
We wsi jest przychodnia zdrowia oraz sklep wielobranżowy.

## Gospodarka
Większość mieszkańców dojeżdża do pracy poza wsią.

## Transport
Ze wsi wyjeżdża się na południe na lokalną drogę, którą jadąc na wschód dojeżdża się do wsi Eszchar i kibucu Eszbal, a jadąc na południowy zachód dojeżdża się do skrzyżowania z drogą nr 784 przy strefie przemysłowej Sachnin. Jadąc nią na północ dociera się do wsi Szoraszim, lub na południe do skrzyżowania z drogą nr 805 (prowadzi na wschód do miasta Sachnin lub na zachód do wsi Segew) i dalej do wsi Rakefet.